# كاستيلديلفينو
كاستيلديلفينو هيبلدية (كوميون) في مقاطعة كونيو في منطقة بيدمونت الإيطالية، وتقع على بعد نحو 70 كيلومتر (43 ميل) جنوب غرب تورينو وحوالي 45 كيلومتر (28 ميل) شمال غرب كونيو.
تقع كاستيلديلفينو على حدود البلديات التالية: بيلينو، إيلفا، أونتشينو، بونتكیانالي، سامبيري. تقع كاستيلديلفينو في وادي فارايتا العلوي.